# Långsjöhöjden
Långsjöhöjden är ett naturområde, ett bostadsområde och en gata i stadsdelen Långsjö i Stockholm.

## Naturområdet
Naturområdet Långsjöhöjden gränsar till sjön Långsjön och är med sina 73 meter över havet Stockholms kommuns näst högsta naturliga punkt, efter Vikingaberget med 77 meter över havet. Från Långsjöhöjdens topp har man en vidsträckt utsikt över Huddinge kommun och sydvästra delarna av Stockholm. Utsikten mot norr och öst är numera förspärrad genom ett bostadsområde. 

## Kedjehusområdet
Marken på Långsjöhöjden bebyggdes 1966 med 63 kedjehus som ritades av arkitekterna Gösta Nordin och Hans Alfont. Innan dess var området inte planlagt, här fanns bara en del sommarstugor och skog. De modernistiska husen med fasader i rött tegel ligger på båda sidor om gatan Långsjöhöjden som bildar en slinga. Kedjehusen var på sin tid ansedda som de dyraste och mest attraktiva av sin typ i Stockholm. Kvarteren på Långsjöhöjden är orkesterinspirerade som Kvartetten, Sextetten, Kompositören, Sångerskan och Cellisten. 

Kedjehusområdet
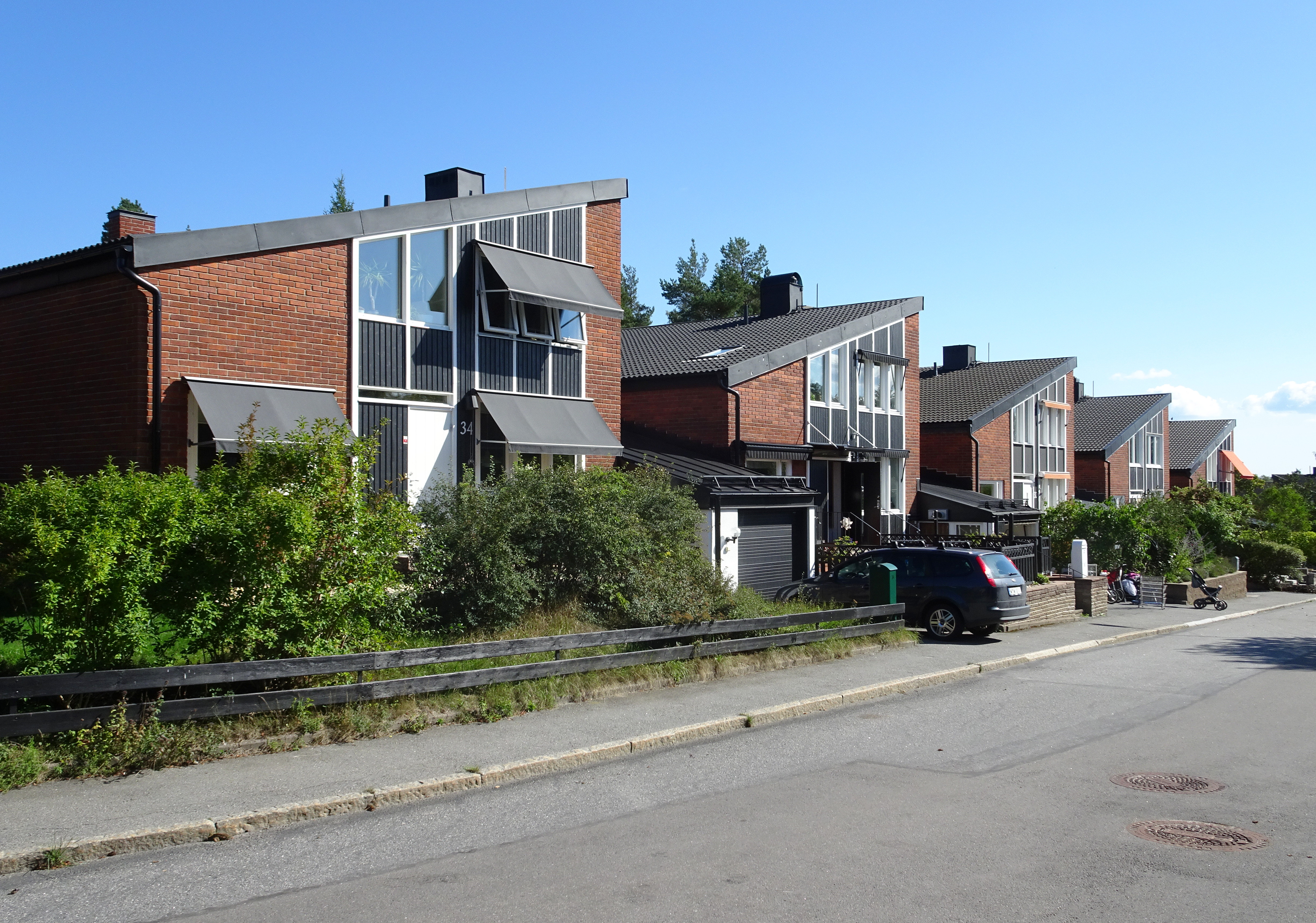
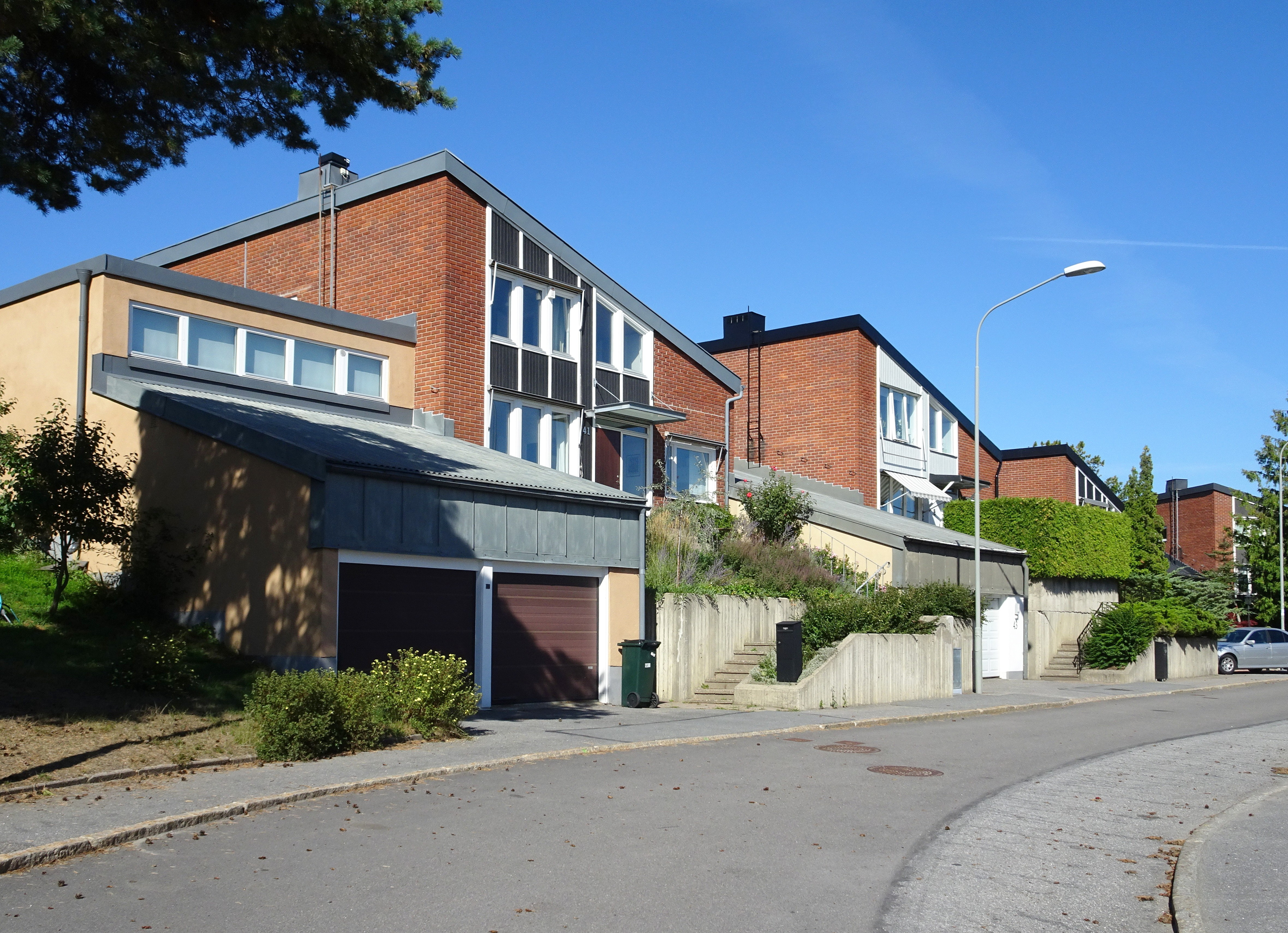
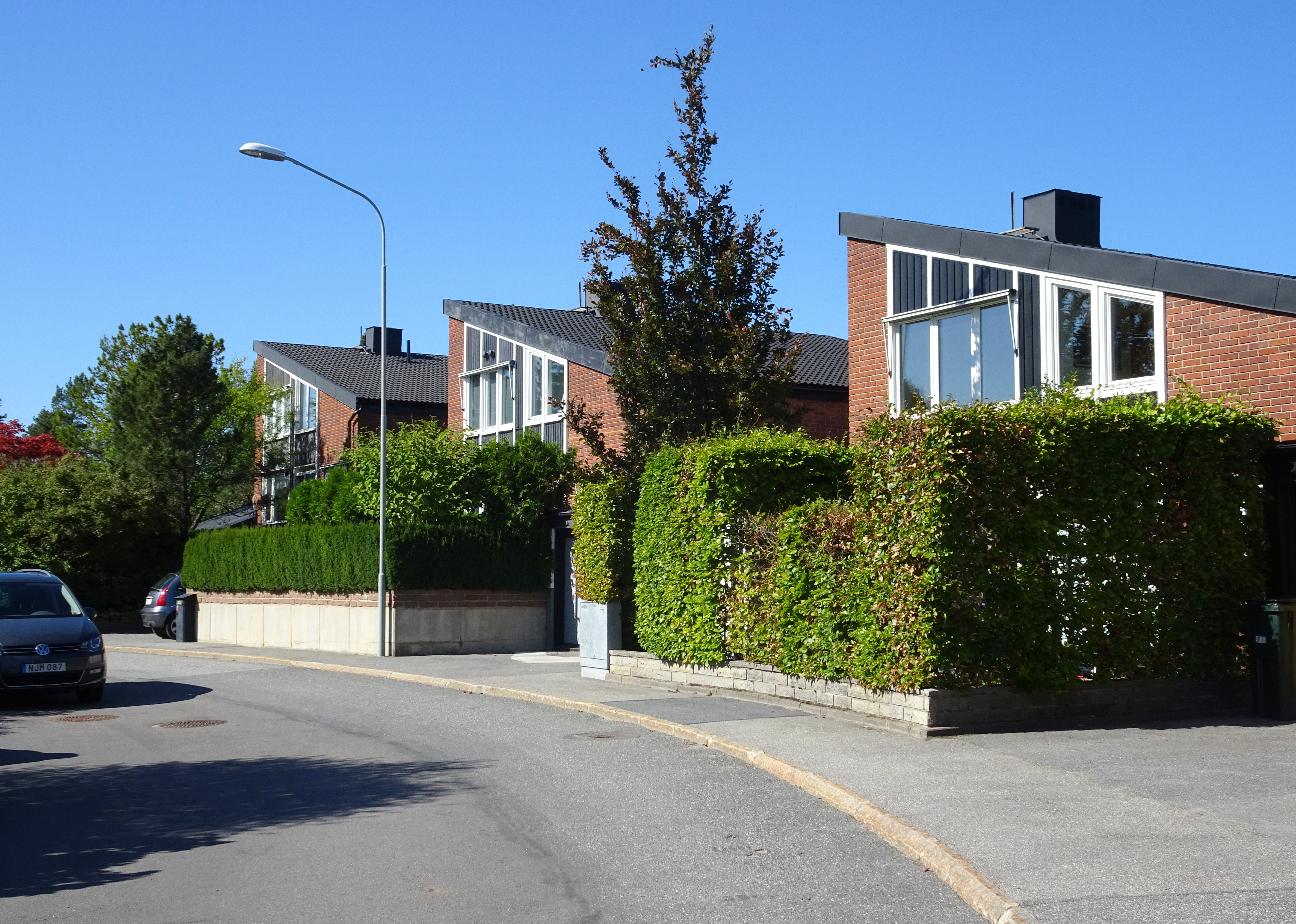
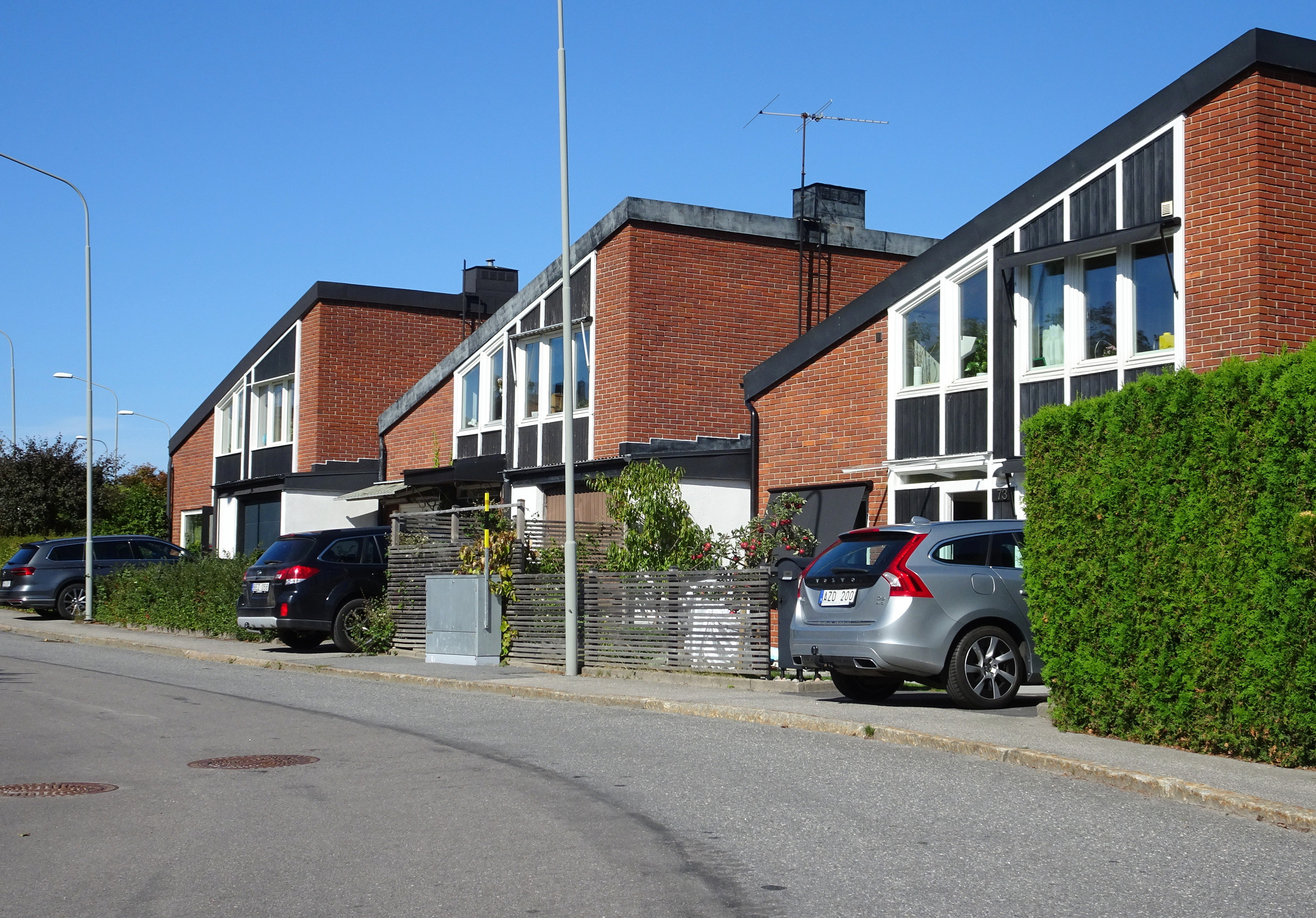